# Kościół św. Ducha w Jarocinie
Kościół świętego Ducha – kościół szpitalny, który znajdował się w Jarocinie na terenie późniejszego parku miejskiego. Od 1833 roku w ruinie.

## Historia
Kościół razem ze szpitalem, zostały ufundowane w latach 1428-1437 przez właścicieli majątku w Prusach (Pruskich). Pierwotnie był to budynek drewniany, który spełniał rolę świątyni szpitalnej. Następnie kościół został zbudowany w stylu późnogotyckim. Murowana budowla została wzniesiona być może w 1516 roku. Od 1833 roku świątynia znajduje się w stanie ruiny, zachowały tylko mury obwodowe razem z przyporami oraz ostrołukowymi otworami okiennymi.
Msze święte są w tym miejscu odprawiane tylko okazjonalnie.